# 云南八角枫
云南八角枫（学名：Alangium yunnanense）为山茱萸科八角枫属的植物，其种加词“yunnanense”意为“云南的”。中国特有植物。分布在中国大陆的云南等地，生长于海拔1,400米的地区，多生于林中，目前尚未由人工引种栽培。